# Storimages
Storimages est une société de production d'animation française.

## Histoire
La société est créée en 1995. Elle est acquise en 2002 par le groupe Média-Participations,, puis dissoute en 2013. Son catalogue est distribué par Mediatoon Distribution, filiale de Média-Participations.
Entre 2002 et 2004, Storimages co-produit avec Les Films de l'Arlequin huit spéciaux d'animation adaptés de classiques de la littérature enfantine.
En parallèle, elle adapte Trotro, la série de livres de Bénédicte Guettier, en co-production avec 2 Minutes. Lauréat du prix export en 2017, la série devient un classique des programmes préscolaires, avec plus de 1,7 million de DVD vendus dans le monde.

## Les productions et coproductions

### Spéciaux et courts métrages d'animation
- 1999 : La belle lisse poire du Prince de Motordu
- 2002 : Marcellin Caillou
- 2002 : Le Prince et le Pauvre
- 2003 : Alice, De l’autre côté du miroir
- 2003 : Verte
- 2003 : Catfish Blues
- 2003 : Le Roi de la Forêt des Brumes
- 2004 : Le Proverbe
- 2004 : Cheval Soleil

### Séries d'animation
- 1998 : La Sorcière Camomille
- 2000 : Cartouche, prince des faubourgs
- 2003 : Le Nidouille
- 1998 : La Pimpa
- 2004 : Trotro
- 2005 : Yakari